# Charles Moore (botánico)
Charles Moore (10 de mayo de 1820 - 30 de abril de 1905) fue un botánico escocés. Llegó a Director del Real Jardín Botánico de Sídney. También fue explorador recolectando con R. Fitzgerald en la isla Lord Howe.

## Biografía
Nace en Dundee, Escocia, hijo de Charles Muir y de Helen Rattray. Es educado en Dundee y en Dublín, donde su hermano David sería Director del "Jardín Botánico Glasnevin" en 1838; la familia cambia de nombre a Moore cuando van a Irlanda. Charles trabaja como botánico en el "Ordnance Survey of Ireland" y se entrena en Kew Gardens y en "Regent's Park". Recomendado por los profesores Lindley y Henslow será 'botánico gobernador y Director de los J. Botánicos de Sídney', por la Oficina Colonial.
Moore llega a Sídney en el velero Medway el 14 de enero de 1848. Recibe resentimientos locales por haber desplazado a J.C. Bidwill, el anterior administrador colonial, y será obstruido por varios miembros del Comité de Manejo. Moore encuentra los Jardines muy abandonados y es instruido a restaurar su carácter científico, sin destruir su valor recreacional. Desarrolla un etiquetado botánico 'mostrando el Orden Natural, Nombre Científico y Autoridad, nombre común en inglés y nativo de cada planta', sistema aún continuado. Ávidamente, recolecta para los jardines y en correspondencia a los intercambios de semillas y plantas, en 1850, lleva especímenes de Nuevas Hébridas, Islas Salomón y de Nueva Caledonia.
Moore desarrolla un jardín de plantas medicinales y un herbario. Para incrementar la atención a la Botánica económica inicia una Biblioteca, y añade un salón de lectura para estudiantes universitarios hasta 1882. El Gobernador, Sir Charles FitzRoy, hace cesar el "Comité de Manejo" en 1851, pero científicos aficionados y viveristas descontentos forman un selecto comité de manejo de los jardines botánicos. Dirigido por G. R. Nichols incluye a viejos opositores de Moore. Se le realizan exámenes subjetivos, y sus calificaciones fueron de excelencia y 'no hubo forma de hundirlo ni condenar su administración'. Y el comité reportó esas actitudes de calidad; aunque ya Moore había actuado hábilmente, pero el gobernador Denison ignoró esos análisis y no aceptó nombrarlo también curador.
En 1857 visita las "Blue Mountains"; y en 1861 los ríos Richmond y Clarence para recolectar ejemplares arbóreos para la "Exhibición de Londres de 1862"; y publicará A Catalogue of Northern Timbers, que más tarde revisaría varias veces. Continúa mejorando los jardines, reclamando tierras en "Farm Cove" y asegurando buena agua. En 1864 le adviere a la "Colonial Office" que ninguno de los árboles de valiosa madera de Nueva Gales del Sur podría crecer en Inglaterra, y si en la Colonia del Cabo. Fue elegido Comisionado para la "Exhibición de París" en 1867, pero será relevado de sus obligaciones por arribar demasiado tarde a la exhibición. Recorre Francia y España para estudiar la industria cítrica. En 1869 visita la isla Lord Howe y en 1874 concurre al Congreso Botánico y a la Exhibición Internacional Hortícola de Florencia.
Moore diseña y planta los pilares para el "Garden Palace" construido en 1879 para la Exhibición Internacional de Sídney. En 1882 está involucrado en la destitución del Capitán R.R. Armstrong, y al año siguiente lo mismo con J.C. Dunlop y su esposa despedidos debido a desplegar 'desatención' en los jardines. Dunlop exitosamente refuta a Moore en la "Corte de Policía del Agua", pero en junio se revierte la decisión del magistrado por el Secretario Colonial Alexander Stuart.
Moore fue comisionado para las Exhibiciones de Filadelfia y de Melbourne de 1876. Fue miembro del Comité de Mejora del Hyde Park", y encargado de los parques Hyde, Phillip y Cook en 1878, síndico fundador del "Parque nacional", síndico electo del "Museo Australiano" en 1879 y presidente del "Comité de Enfermedades de Vinales" y planificador del "Parque Centennial" en 1887. Fue miembro de la Sociedad linneana de Londres y de la Real Sociedad de Horticultura" y asociado a la Real Sociedad Botánica de Londres. A partir de 1856 actúa en el "Consejo de la Sociedad Filosófica" (después de 1866: Royal Society of New South Wales), y presidente en 1880, publicando cuatro artículos en su revista. En Nueva Gales del Sur es consejero de las Sociedades Reales Zoológicas, Agrícolas y de Aclimatación. Moore publica un "Census of the Plants of New South Wales" (Sídney, 1884) aunque su mayor obra será Handbook of the Flora of New South Wales, de 1893, ayudado por Betche. Se jubila como director el 5 de mayo de 1896, visitando Europa.
El sucesor de Moore en los Jardines Botánicos, Joseph H. Maiden, criticó que Moore 'no pasó al papel tanto trabajo de Horticultura y de Botánica en su larga carrera oficial'.
Su esposa falleció el 10 de octubre de 1891, y él el 30 de abril de 1905 en Paddington, siendo sepultado al lado de su esposa en la Sección Anglicana del Cementerio Rookwood.

## Honores
Diecinueve especies fueron nombradas en su honor por F.J. Mueller.

## Algunas publicaciones
- La abreviatura «C.Moore» se emplea para indicar a Charles Moore como autoridad en la descripción y clasificación científica de los vegetales.[2]